# Gaisbach (Künzelsau)
Gaisbach ist ein Stadtteil der baden-württembergischen Kreisstadt Künzelsau im Hohenlohekreis. Er liegt an der B 19, 3 km südlich vom Stadtkern von Künzelsau auf einer Höhe von 381 Metern. Zur Gemarkung gehören neben Gaisbach selbst die Weiler Etzlinsweiler, Haag, Kemmeten, Oberhof, Unterhof und Weckhof, das Gehöft Schnaihof, sowie die abgegangenen Ortschaften Hefenhofen, Herborten, Steinbach, Gackstatt und Schupperg. 
Erstmals erwähnt wird der Ort um 1079 als „Geizzebach“. Am Ende des 15. Jahrhunderts wird Gaisbach hohenlohisch und bleibt es bis zum Anfang des 19. Jahrhunderts.
Am 1. April 1972 wurde Gaisbach in die Kreisstadt Künzelsau eingegliedert.
Die Würth-Gruppe hat ihren Stammsitz in Gaisbach. Seit 1991 befindet sich hier das Museum Würth. Neben weiteren Unternehmen und Dienstleistern gibt es einen Kindergarten und eine Grundschule. Ortsvorsteher ist Bernhard Kürschner (Stand 2020).
Seit geraumer Zeit wird die B 19 um Gaisbach herumgeleitet, Abfahrt Gaisbach Nord und Süd.
Es gibt den Sportverein SSV Gaisbach, der unter anderem Fußball, Volleyball, Tischtennis und Turnen anbietet.